# Ephraim Tjihonge
 (janvier 2008).
Ephraim Tjihonge est un footballeur namibien né le 23 mai 1986.
Il joue en équipe de Namibie depuis l'année 2007.
Il a participé à la Coupe d'Afrique des nations 2008 avec l'équipe de Namibie.

## Carrière
- 2005-06 :  Black Africa
- 2006-?? :  Black Leopards